# Al Pease
Al Pease (n. 15 octombrie 1921, Darlington, Anglia, Regatul Unit al Marii Britanii și Irlandei – d. 4 mai 2014, Sevierville⁠(d), Tennessee, SUA) a fost un pilot de Formula 1. De-a lungul carierei a luat startul în 2 curse, niciuna din pole-position. Nu a câștigat nicio cursă și nu a terminat niciodată pe podium, acumulând 0 puncte în întreaga activitate ca pilot de Formula 1.